# Кабрейруш і Албергарія-да-Серра
Кабре́йруш і Албергарі́я-да-Се́рра (порт. Cabreiros e Albergaria da Serra; МФА: [kɐ.ˈbɾɐj.ɾuz i aɫ.bɨɾ.gɐ.ˈɾi.ɐ dɐ ˈse.ʁɐ]) — парафія в Португалії, в муніципалітеті Арока. Складова округу Авейру.  Входить до регіону Північ. За старим адміністративним поділом, що був чинним до 1976 року, територія парафії належала провінції Берегове Дору. Заснована 28 січня 2013 року. Площа парафії — 31,23 км², населення — 231 ос. (2011), густота населення — 7,4 осіб/км²
. Патрон — Діва Марія і святий Мамант. Поштовий індекс — 4540. Код  — 010422.
```
Сформована із колишніх парафій 
Кабрейруш
 і 
Албергарія-да-Серра
.
```

## Географія

Арока (2013)
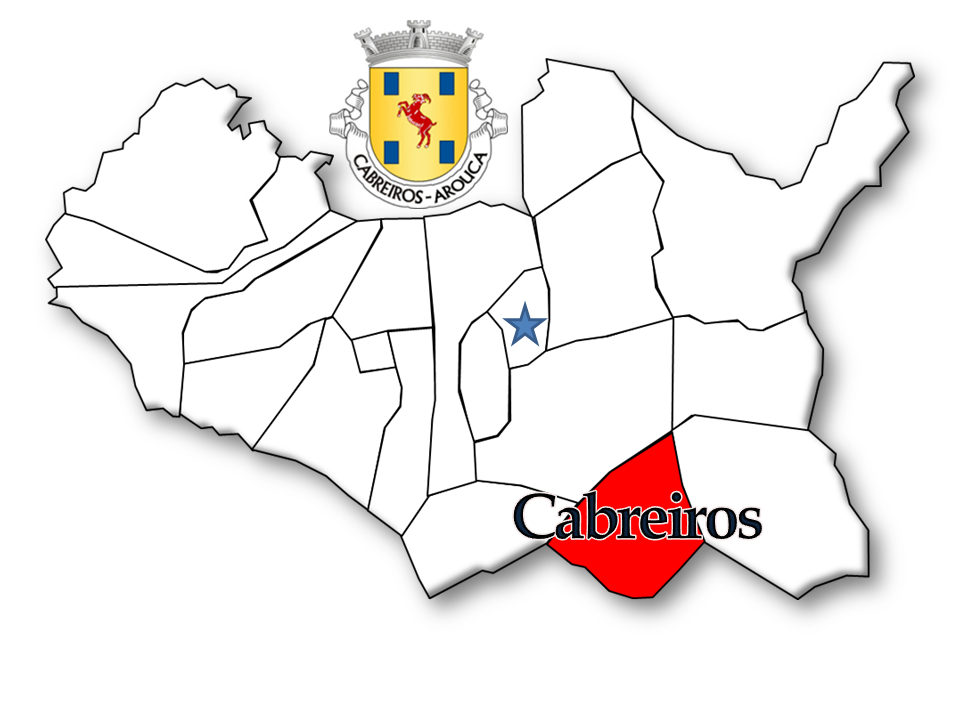
Кабрейруш
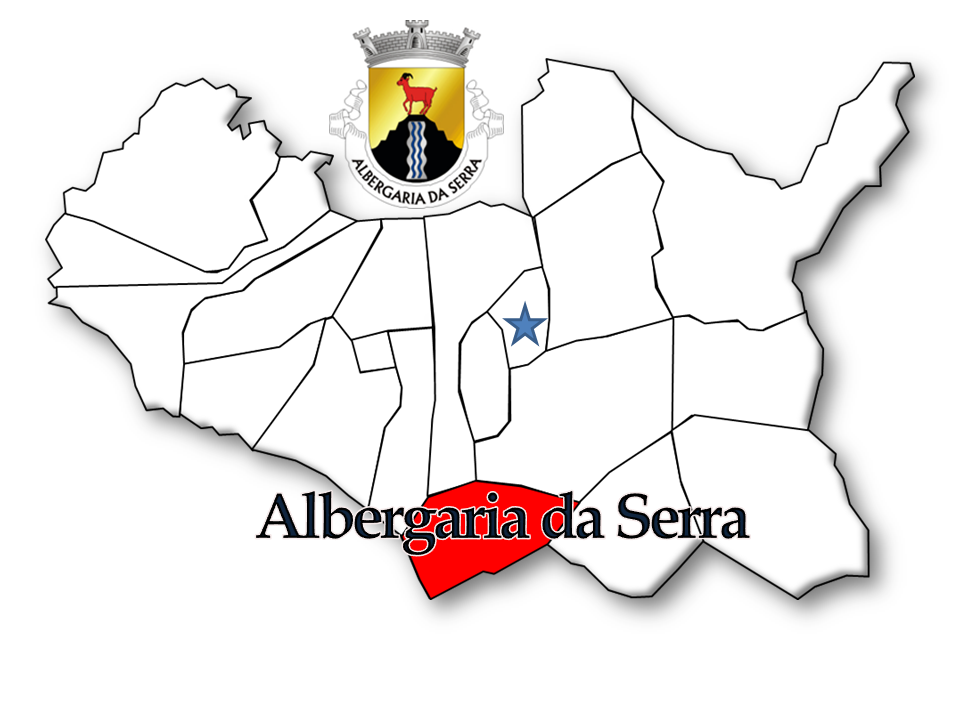
Албергарія-да-Серра

## Населення
| 2011 |
| 231  |